# 週五放克夜
《週五放克夜》是一款捐贈軟體暨自由及開放原始碼軟體的音樂節奏遊戲，由四個Newgrounds使用者組成的團體開發而成。該遊戲最初是為2020年10月的第47屆Ludum Dare大賽所設計。隨後贏得大眾喜愛，並成為Newgrounds上最受歡迎的遊戲之一。目前已透過Kickstarter募資開發完整版。

男友

在遊戲中，玩家必須操控主角「男友」（簡稱BF）以饒舌擊退各路挑戰者，以便與心儀的「女友」(GF)幸福、快樂過一生活。透過方向鍵擊打、模仿對手的節奏符號，遊玩方式混合了《勁爆熱舞》和《PaRappa the Rapper》的特色，帶有2000年代中期網頁遊戲的復古味道。

## 開發
該遊戲最早是由Ninjamuffin99和他的三位朋友為2020年10月第47屆Ludum Dare所開發。他們在網上發布了第1週的試玩版，其中只有兩首歌曲。試玩版獲得意想不到的成功，並獲得許多要求完整遊戲的留言。
2020年11月1日，開發團隊在Newgrounds（及後來的Itch.io）上發布了新版本，其中添加了新的標題畫面、第一週章節新曲、難度選單、自由模式、故事模式、教程、新遊戲畫面、調試模式、更新的BF圖標及第二週章節。週五放克夜迅速成為Newgrounds 25年歷史上熱度最高的遊戲，在YouTube，Twitter，TikTok和Twitch等平台也獲得廣泛關注。由於開放的遊戲模組代碼，玩家可自由修改遊戲中的功能。
由作曲家Kawai Sprite創作的配樂已在Bandcamp和Spotify上免費提供。
2021年2月，Ninjamuffin99向任天堂提出申請，希望將遊戲移植到Nintendo Switch上遭拒。Ninjamuffin99隨後聲明，他會再改善遊戲後再做嘗試。
週五放克夜預計在Steam上發布，玩家可以提前在遊戲的Kickstarter上以20美元的價格購買數據金鑰。

## 外部連結
- 官方网站
- GitHub上的週五夜放克2021
- Newgrounds上的週五夜放克 （页面存档备份，存于）